# Filamento intermedio

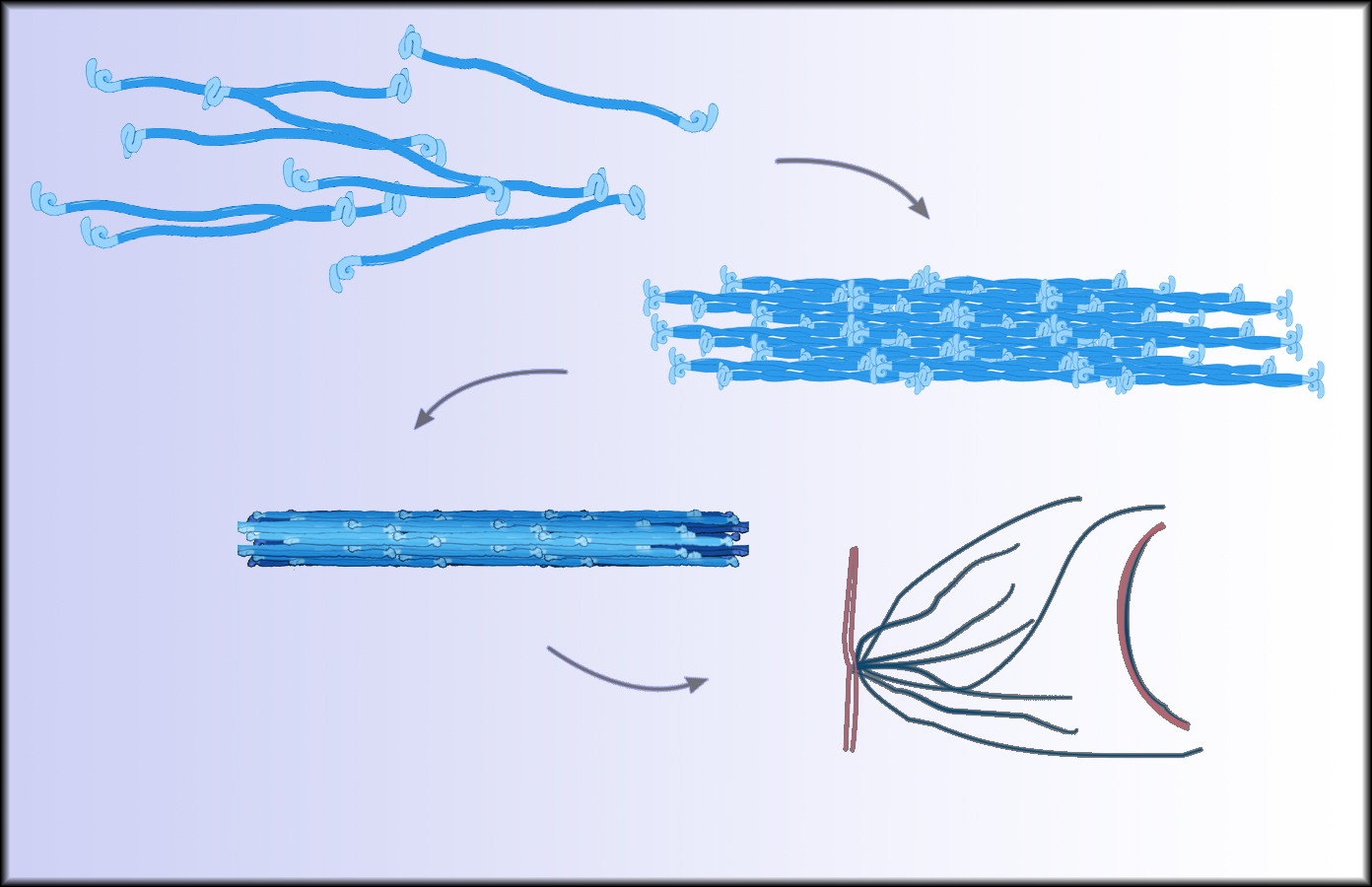
Polimerizzazione dei filamenti intermedi

I filamenti intermedi sono strutture intracellulari costituite da una classe eterogenea di proteine; sono complessi solidi, non polari, formati da subunità lineari ad α elica polimerizzate in un cordone fibrillare con un diametro apparente di 8-15 nm. I filamenti intermedi costituiscono assieme ai microfilamenti e ai microtubuli il citoscheletro.
La loro funzione principale è quella di consolidamento e di rinforzo e per tenere bloccati alcuni organuli, come il nucleo. Inoltre assicurano elasticità e resistenza alla rottura durante lo stress da trazione.

## Storia
I filamenti intermedi sono stati i primi componenti citoscheletrici ad essere identificati, agli inizi del XX secolo tramite varie fonti. Le prime fibre ad essere morfologicamente distinte furono le neurofibrille negli assoni giganti di calamaro, ma fu nel 1932 che William Astbury, mediante i primi esperimenti sulla diffrazione dei raggi X, a scoprire e pubblicare i primi dati sulla struttura periodica della cheratina.
Negli anni sessanta, grazie alla scoperta del microscopio elettronico e nuovi metodi di fissaggio, vennero per la prima volta visti i filamenti citoscheletrici in diversi tessuti, ma senza riuscire a distinguere differenze chimiche, funzionali e strutturali fra le tre tipologie fibrillari citoscheletriche.
Nel 1968 Ishikawa, Bishoffand e Holtzer identificarono nel tessuto muscolare scheletrico di embrione di pollo una serie di fibre di dimensioni intermedie fra i filamenti actinici e miosinici, e li definirono Intermediate-sized Filaments.
Negli anni settanta l'attenzione venne focalizzata sulla differenza fra le varie proteine che costituiscono la classe dei filamenti intermedi. Le prime proteine ad essere identificate furono le GFAP, seguite dalla vimentina, neurofilamenti, desmina e cheratina.
Nel 1986 Jean-Pierre Julien eseguì le prime analisi genetiche.

## Struttura

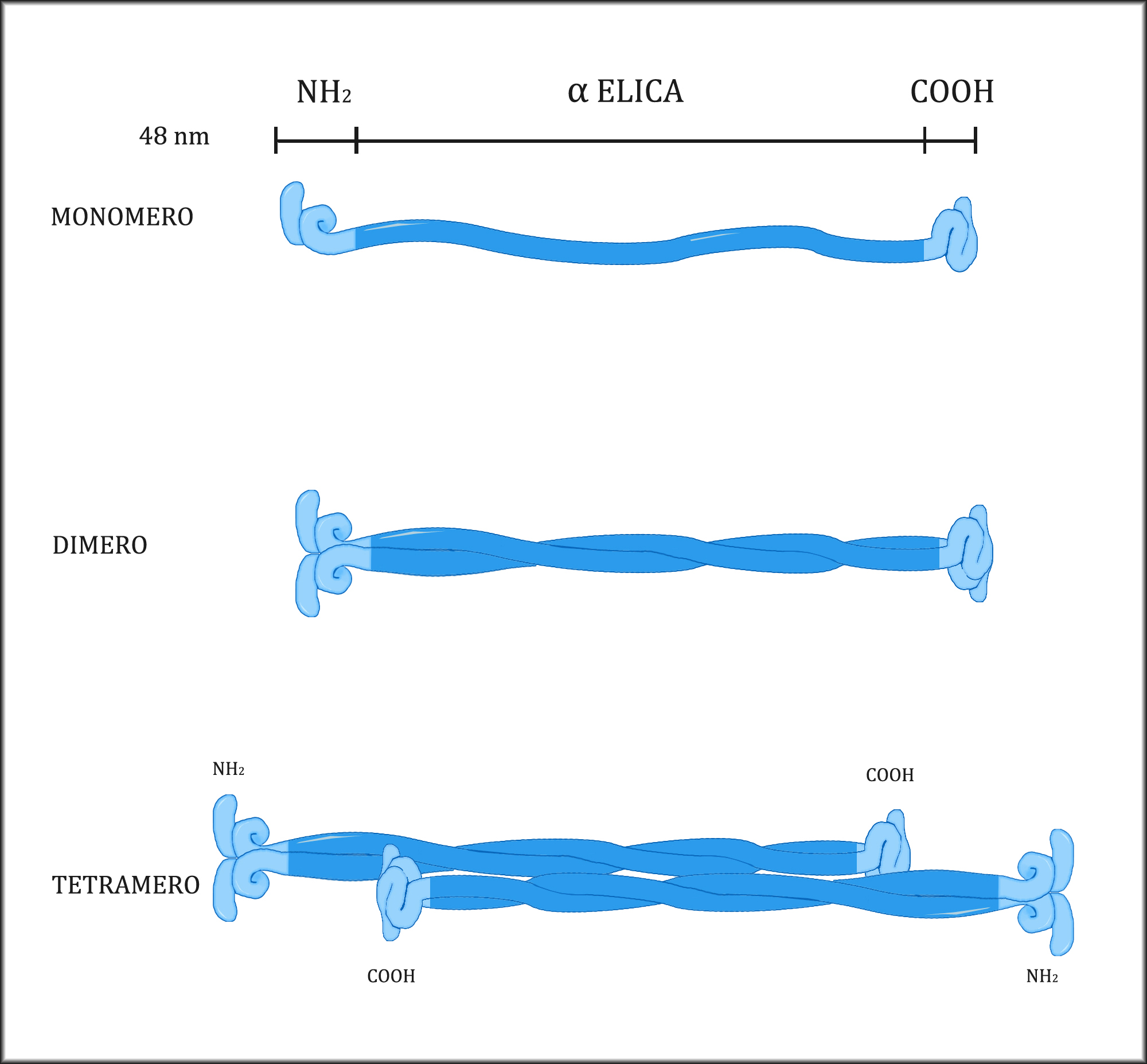
Monomero, dimero e tetramero di una proteina campione

I filamenti intermedi sono costituiti da monomeri polipeptidici lineari, lunghi mediamente 48 nm, dotati di una testa amminoterminale, un dominio a bacchetta ad α elica e una coda carbossiditerminale.
Il dominio centrale è un polipeptide piuttosto conservato in tutte le proteine della classe, formato da una sequenza di sette amminoacidi ripetuta per tutta la regione; tale catena prende il nome di eptade e agisce come mediatore delle interazioni laterali favorendo l'assemblamento coiled-coil.
I due terminali sono globulari, e variano in dimensione e composizione nelle diverse famiglie; mediano i rapporti e le interazioni con altri componenti. In particolare, l'N-terminale è in grado di legarsi al DNA e, nel caso della vimentina, di alterare la struttura nucleare e la distribuzione cromatinica.

### Polimerizzazione
I monomeri si polimerizzano in dimeri coiled-coil paralleli, i quali si accoppiano in modo antiparallelo e sfalsato in tetrameri, la subunità stabile dei filamenti intermedi; tale accoppiamento fa sì che il tetramero termini con due domini amminici, rendendo il polipeptide non polare.
I tetrameri liberi si compattano, quindi si allineano ed affiancano con disposizione ad elica in un filamento cavo formato da otto file di tetrameri affiancati.
L'assemblamento avviene spontaneamente nell'ambiente citoplasmatico, ma può essere regolato da vari fattori. Il più importante è la fosforilazione di residui di serina degli amminoterminali, il quale provoca disassemblaggio.

## Funzione

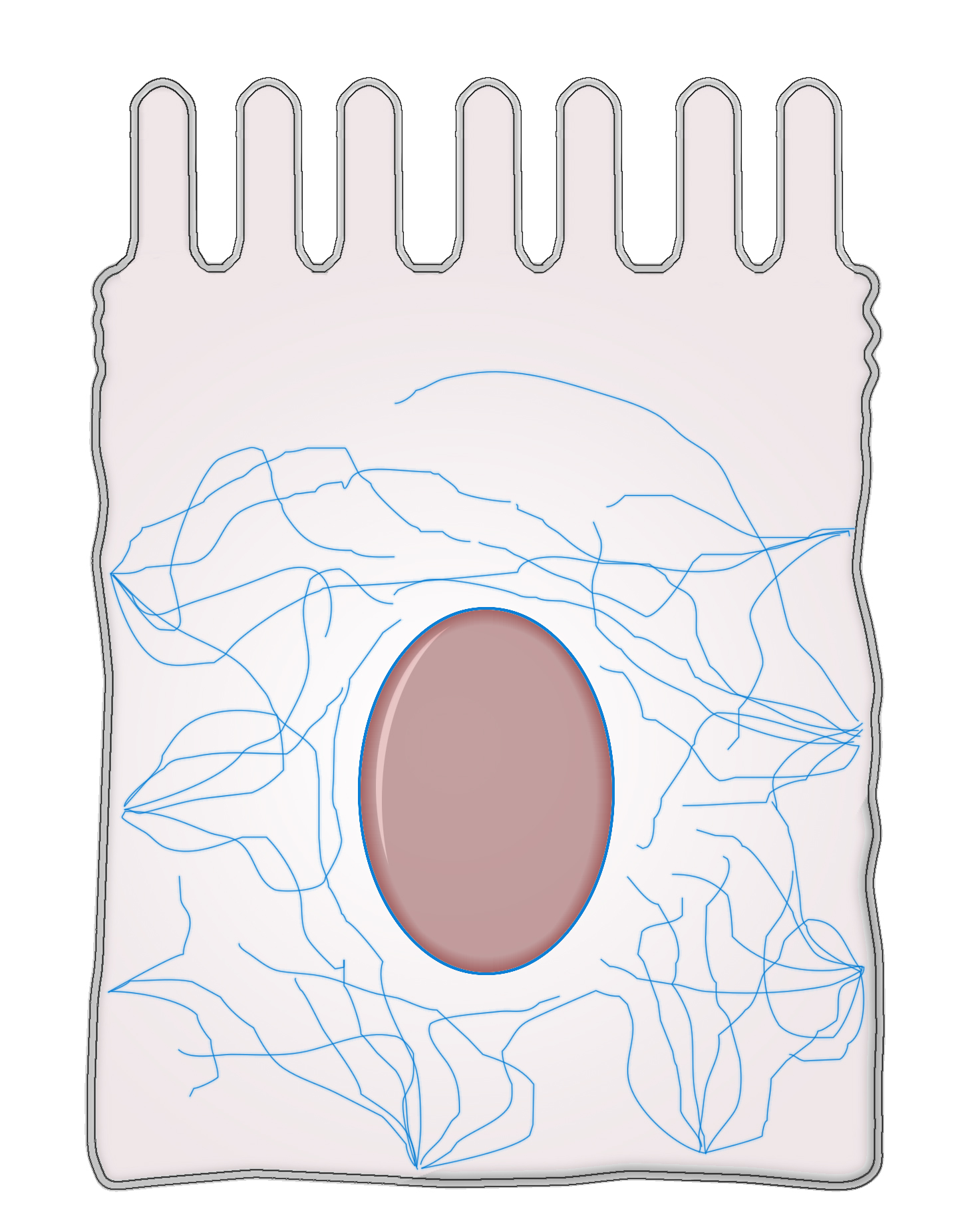
Disposizione schematica dei F.I. in una cellula campione

I filamenti intermedi hanno ruolo strutturale di resistenza trazionale e di stabilità meccanica. Contribuiscono all'adesione cellulare tramite desmosomi e emidesmosomi, ed interagiscono con microtubuli e microfilamenti al consolidamento del citoscheletro.

## Distribuzione
I filamenti intermedi si espandono nel citoscheletro con un esteso reticolato che parte dalla periferia dove interagisce e collega le macule aderenti; inoltre una fitta maglia di filamenti intermedi specializzati, le lamìne, riveste sul versante interno il nucleo formando la cosiddetta làmina nucleare.
Si possono ritrovare in quasi tutte le cellule animali, presenti soprattutto nel citoplasma di cellule soggette a stress meccanico, quali epidermide, muscoli ed assoni.

## Classificazione
Ci sono circa 70 geni codificanti le diverse proteine che compongono i filamenti intermedi. Sulla base delle omologie di sequenza amminoacidica, vengono classificati 6 gruppi.
| Gruppo | Famiglia        | Componenti                                                      | Massa (Dalton)                 | Localizzazione |
| ------ | --------------- | --------------------------------------------------------------- | ------------------------------ | --- |
| I      | Cheratine       | Cheratina Acida                                                 | 48.000/75.000                  | Epitelio, derivati (unghia, pelo, piuma)                                                                                       |
| II     | Cheratine       | Cheratina Basica Cheratina Neutra                               | 48.000/75.000                  | Epitelio, derivati (unghia, pelo, piuma)                                                                                       |
| III    | Vimentinosimili | Vimentina Desmina GFAP Periferina                               | 54.000 53.000 50.000 66.000    | Cellule di origine mesenchimale (fibroblasti, endotelio, ecc.) Cellule Muscolari Astrociti, cellule di Schwann Neuroni del SNP |
| IV     | F.I. Neuronali  | Neurofilamento (NF-L/NF-M/NF-H) Internexina Sinemina Sincoilina | 60.000/130.000 66.000 230000 ? | Neuroni in sviluppo Cellule Muscolari                                                                                          |
| V      | lamìne          | Lamina A Lamina B Lamina C                                      | 65.000/75.000                  | Lamina nucleare |
| VI     | Nestine         | Nestina                                                         | 206.000                        | Cellule staminali |

Filamenti di cheratina: si ritrovano nei tessuti epiteliali (rivestimenti esterni, cavità interne e dotti ghiandolari), nello strato corneo (lana, peli, capelli, corna), in cui costituiscono una fitta rete citoplasmatica, e formano i tonofilamenti, che ancorano i desmosomi al citoplasma.
Filamenti di vimentina: si ritrovano nel tessuto connettivo in generale, sangue, osso, iride, alcune cellule della glia
Neurofilamenti: tipici dei neuroni, molto abbondanti nell'assone, in cui sono presenti in fasci disposti in modo parallelo all'asse maggiore dell'assone. Insieme ai microtubuli hanno funzione di rinforzo.

## Proteine associate
V'è una serie di proteine associate ai filamenti intermedi che interconnettono i singoli filamenti, ne bloccano i terminali inibendo un'ulteriore polimerizzazione e interconnettono i filamenti con altre strutture citoscheletriche; vengono chiamate IFAP (Intermediate Filaments Associated Proteins).
- Plectina - proteina, presente in diverse isoforme, che permette l'interazione dei filamenti intermedi con le altre fibre citoscheletriche; agisce tramite i due terminali, un'estremità omologa per i filamenti intermedi e una variabile, specifica per il microfilamento o il microtubulo che deve contattare. Collega inoltre la vimentina con la miosina II
- Filaggrina - Proteina legante diverse cheratine epidermiche
- Desmosoma - Varie proteine collegano i filamenti intermedi con i desmosomi: placoglobina, desmoplachina, desmogleina, desmocollina e, nelle cellule muscolari cardiache, la desmina.